# Trà Lâm
Trà Lâm là một xã thuộc huyện Trà Bồng, tỉnh Quảng Ngãi, Việt Nam.
Xã Trà Lâm có diện tích 34,58 km², dân số năm 1999 là 1352 người, mật độ dân số đạt 39 người/km².